# Instituto Histórico de la Compañía de Jesús
El Instituto Histórico de la Compañía de Jesús [en latín Institutum Historicum Societatis Iesu) (IHSI) reúne a un grupo internacional de historiadores jesuitas comprometidos desde finales del siglo XIX para publicar ediciones críticas de los textos fundacionales de la Compañía de Jesús (conocidos como MHSI), y para promover la investigación sobre la historia de los jesuitas. El instituto tiene actualmente su sede en Roma.

## Historia
A mediados del siglo XIX, un grupo de jesuitas españoles comenzó a publicar cartas de San Ignacio de Loyola. Además, el contexto de controversias antirreligiosas y apologéticas del siglo XIX, alimentado por numerosos panfletos antijesuitas, exige que se pongan a disposición del público fuentes serias y auténticas. La ciencia histórica también ha hecho grandes progresos.
Asimismo, animado por la Congregación General XXIV (a partir de 1892), con el apoyo del Superior General Antón María Anderledy y luego Luis Martín, liderados por José María Vélez, instituyó un 'Colegio de Escritores' en Madrid entre 1893-1894, con la misión de establecer ediciones críticas de los documentos fundacionales de la Compañía de Jesús, sobre los que luego se podrá a partir de las diferentes 'Historias de la Compañía' que se están elaborando en varios países europeos. Estos historiadores están llamados a adoptar los métodos críticos de la investigación histórica contemporánea. Así nace la Monumenta Historica Societatis Iesu, cuyo primer volumen sale de la imprenta en enero de 1894.
En 1911, el instituto solicita al Padre Wernz una ampliación de su ámbito de publicaciones y comienza a publicar monografías históricas de carácter más universal. 
El 11 de febrero de 1930, el Padre Ledochowski decidió trasladarlo a Roma, donde se instaló en la Curia General de la orden.

## Publicaciones
- Los Monumenta Historica Societatis Iesu (MHSI) son ediciones críticas de fuentes primarias de los primeros siglos de la historia de la Compañía de Jesús. Se han publicado 156 volúmenes.
- Monumenta Historica Societatis Iesu (serie nova). Un cambio de criterios y procedimientos introducido en 2005 abre una nueva serie de Monumenta . A la edición crítica de las fuentes primarias se suman las traducciones. Además, los volúmenes ya no están ordenados cronológicamente sino temáticamente.
- La Bibliotheca Institutum Historici Societatis Iesu [BIHSI]. Monográficos sobre la historia y la cultura de la Compañía de Jesús. La serie, inaugurada en 1941, incluye, en 2009, 64 publicaciones en español, francés, inglés, alemán o italiano. Los autores no son necesariamente jesuitas o miembros del Instituto Histórico.
- La Subsidia ad Historiam Societatis Iesu. Esta serie publica herramientas de trabajo en el mismo campo: catálogos de personas, bibliografías especializadas e índices de documentos de archivo. Inaugurada en 1957, la serie consta de 15 volúmenes.
- El Archivum Historicum Societatis Iesu (AHSI) es la revista semestral publicada desde 1932 por el Instituto. Publica artículos sobre diversos aspectos de la historia y cultura de la Compañía de Jesús. A menudo se incluyen ediciones críticas de fuentes primarias. Muy especializada, la revista acepta artículos en todos los principales idiomas modernos: van acompañados de un resumen en inglés.